# Герб на Северна Македония
Гербът на Северна Македония (от хералдическа гледна точка – емблема) символизира пейзажните характеристики на страната – планините, реките, полетата и слънцето. Венецът, обримчващ пейзажа, символизира културите отглеждани в Северна Македония – пшеница, тютюн, памук и афион. Гербът завършва с лента, изпълнена в традиционна народна шевица.
Социалистическата емблема на Народна република Македония е приета от Събранието през 1946 година, нейният дизайн е изпълнен по подобие на гербовете на другите социалистически държави и се базира на емблемата на СССР.
За разлика от другите комунистически страни в Източна Европа, които вплитат историческите си гербове в новите социалистически символи, Северна Македония се сдобива с пейзажен дизайн, без никаква връзка с традиционните символи, и така попада в категорията държави като Социалистическа република Румъния, Народна република Босна и Херцеговина, Народна република Черна гора и Народна република Словения, чиито национални емблеми представляват пейзажен мотив.
С независимостта на Северна Македония и новата Конституция от 1991 година се появява и въпросът за държавните символи. Държавният химн остава същият. Приема се ново знаме – златно слънце на червено поле, често пъти именувано като Звездата от Вергина. Поради спор с Република Гърция, през 1995 година знамето е заменено с друго, което също така представлява златно стилизирано слънце на червено поле.
Въпросът за новия герб е доста усложнен. Формира се комисия, която провъзгласява обществен апел в опит да се намери нов дизайн. Най-голям брой предложения, изпратени до комисията, се базират на историческия герб на областта Македония, който представлява златен коронован двуопашат изправен лъв на червено поле. Всички тези предложения са направени на основата на изследванията на академик Александър Матковски, обявени в книгата „Гербовете на Македония“. Неговото изследване показва, че историческият герб на Македония е златен лъв, който води своите корени от гербовника на Коренич-Неорич издаден през 1595 година.
Най-приемлив дизайн е този на Мирослав Гърчев, професор във факултета по архитектура на Скопския университет, базиран на историческия герб на Македония. За приемането на това предложение няма политически консенсус и за това дори не стига до обсъждане в Събранието. Този проект за герб е поставян още няколко пъти за обсъждане, но без успех.
Първото предложение идва още през 1992 година, което предлага за герб да се употребява слънцето от знамето с вметната буква „М“ като инициал на името на държавата.
Има и други опити да се реши този въпрос. Основно се работи с три предложения:
- Първото е да се вземе дизайнът на лъва, използван от ВМРО-ДПМНЕ и другите партии с префикс ВМРО, с изменения само в текста на лентите над и под щита.

- Второто предложение е да се постави досегашния пейзаж на щит или така нареченото словенско решение. Република Словения използва този модел, поставяйки планината от социалистическата емблема на щит и добавяйки трите звезди от историческия си герб. Към днешна дата Словения е в процес на търсене на ново по-добро решение.

Тази статия е адаптирано и редактирано копие на статия от сайта www.heraldry.mol.com.mk Архив на оригинала от 2009-01-05 в Wayback Machine.. Оригиналната статия, както и този превод са защитени от Лиценза за свободна документация на ГНУ

## Галерия
- Този и следващите три герба са едни от отхвърлените проекти на втория подбор за герб на Северна Македония
- Първи проект за използването на така нареченото „словенско решение“ за герба на Северна Македония
- Втори проект за използването на „словенското решение“ за герба на Северна Македония
- Предложение за герб от 2014 г. от правителството[1]
- Предложение за герб от Мирослав Гърчев
- Герб на президента